# Déclaration d'utilité publique
Ne doit pas être confondu avec Reconnaissance d'utilité publique en France ou Déclaration d'intérêt général.
Pour les articles homonymes, voir DUP et Utilité publique.
Une déclaration d'utilité publique, abrégée par le sigle DUP, est une procédure administrative en droit français qui permet de réaliser une opération d'aménagement, telle que la création d'une infrastructure de communication, d'une école ou d'un lotissement par exemple, sur des terrains privés en les expropriant, précisément pour cause d'utilité publique ; elle est obtenue à l'issue d'une enquête d'utilité publique.
Cette procédure est nécessaire en vertu du Code civil qui prévoit (article 545) que « nul ne peut être contraint de céder sa propriété, si ce n'est pour cause d'utilité publique et moyennant une juste et préalable indemnité ».
La déclaration d'utilité publique fait partie de la phase administrative de la procédure d'expropriation pour cause d'utilité publique, gérée en France par un Code de l'expropriation pour cause d'utilité publique. La procédure peut aussi valider l'établissement de servitudes d'utilité publique. Elle ne couvre pas par exemple la détermination de l'indemnité, qui relève de la phase judiciaire.

## Déroulement de la procédure
La procédure se déroule en deux temps.

### Enquête d'utilité publique
Le préfet lance (par arrêté préfectoral) une enquête publique visant à recueillir l'avis de toutes les personnes intéressées. Cette enquête doit durer au moins quinze jours si la procédure dépend du code de l'expropriation et au moins un mois si elle se fonde sur le code de l'environnement. En ce dernier cas, l'enquête s'appuie sur une étude d'impact lorsqu'il s'agit de gros projets ou de projets dépassant un certain seuil technique depuis la réforme de l'étude d'impact du 29 décembre 2011. Dans les deux cas de procédure, l'enquête publique permet, par exemple, au propriétaire d'un bien concerné par l'expropriation de contester l'utilité publique de l'opération envisagée. Ces avis sont examinés par une commission et/ou par un commissaire-enquêteur qui formule un avis contenant des conclusions, favorables ou défavorables, sur le projet.

### Déclaration
Après la fin de l'enquête, les pouvoirs publics peuvent prononcer la déclaration d'utilité publique. Celle-ci doit prendre la forme d'un décret en Conseil d'État pour les opérations les plus importantes (construction d'une autoroute, d'une ligne de chemin de fer…). Dans le cas d'opérations moins importantes, si les conclusions de l'enquête sont favorables, la déclaration peut faire l'objet d'un simple arrêté ministériel ou préfectoral. Le décret ou l'arrêté précise la durée pendant laquelle la déclaration reste valable et permet donc de procéder à des expropriations.

## Histoire
En 1834, a été mise en place une consultation des propriétaires visés par une procédure d'expulsion pour un projet public. La procédure de déclaration d'utilité publique a subi une importante refonte en 1983 sous l'impulsion d'Huguette Bouchardeau, ministre de l'Environnement.
À la suite des critiques sur les limites de cette procédure, une loi dite « loi Barnier », promulguée en 1995, a mis en place une procédure de débat public en créant la Commission nationale du débat public (CNDP) pour les grandes infrastructures. Environ 70 débats ont été organisés de 1995 à 2013.

## Critiques
L'enquête publique, quand elle permet un débat argumenté et éclairé, est considérée comme l'un des moyens de la démocratie participative.
Mais l'une des principales critiques faites à la procédure de DUP (déclaration d'utilité publique) est qu'elle arrive en fin de processus, souvent alors que la décision est considérée comme déjà prise. Des opposants à des projets ont accusé les préfectures de « saucissonner » les enquêtes, empêchant d'avoir une vision globale du projet, voire de fournir des données trompeuses.